# Windows 11
Windows 11 je izdaja operacijskega sistema Microsoft Windows iz družine Windows NT. Napovedali so ga 24. junija 2021 kot naslednika Windows 10, izdanega leta 2015. Izhajati je začel 5. oktobra 2021 kot brezplačna nadgradnja preko Windows Update za združljive naprave.
Microsoft je Windows 11 opisoval kot učinkovitejši in preprostejši za uporabo od Windows 10. Lupina sistema je doživela obsežne spremembe, ki jih je navdihnil nikoli izdani sistem Windows 10X, kot so preoblikovan začetni meni, nadomestitev »dinamičnih ploščic« z ločeno ploščo »pripomočkov« v opravilni vrstici, možnost ustvarjanja skupin oken in nove tehnologije za igranje iger, podedovane od konzol Xbox X in S, ob združljivi strojni opremi. Internet Explorer se je popolnoma umaknil brskalniku Microsoft Edge na osnovi izrisovalnika Blink, program Microsoft Teams pa je vključen v sistem. Microsoft je napovedal tudi načrte, da bi Windows 11 omogočal nameščanje mobilnih aplikacij za Android, s podporo za trgovino Amazon Appstore.
Kritike sistema Windows 11 so mešane do pozitivne. Poročanje pred izidom se je osredotočalo predvsem na njegove strožje zahteve po strojni opremi z razpravami, ali so upravičene zaradi izboljšanja varnosti ali so namenjene le prisili uporabnikov v nakup novejših računalnikov, s čimer bi povečali tudi količino elektronskih odpadkov. Po izidu je Windows 11 prejel pohvale za vizualno zasnovo, upravljanje oken in večjo osredotočenost na varnost, skupaj s kritikami o nazadovanju nekaterih vidikov uporabniškega vmesnika.